# Taylor Whyte
Taylor Whyte (Tampa, Florida; 11 de mayo de 1993) es una actriz pornográfica estadounidense.

## Biografía
Whyte nació en mayo de 1993 en Tampa, ciudad del estado de Florida. Es la hermana mayor de la también actriz porno Brooke Wylde. Su primer trabajo fue como camarera en un puesto de comida rápida en los coches en un establecimiento de drive-in. Entró en la industria pornográfica en noviembre de 2013, a los 21 años de edad.
Como actriz, ha trabajado en películas de productoras como Combat Zone, Filly Films, PornPros, New Sensations o Pulse Distribution. Además, ha aparecido en portales web como Nubiles, ATK Petites, Teen Fidelity o Naughty America.
Algunos títulos de su filmografía son Big Dick Teen Junkies 3, Hardcore Pleasures, My Stepdaughter Tossed My Salad 10, Real Life 4, Seduced By The Teen Next Door 3, She's So Small 6 o Threesome Fantasies Fulfilled 7.
Ha rodado más de 100 películas como actriz.